# Sępólno Krajeńskie
Sępólno Krajeńskie é um município da Polônia, na voivodia da Cujávia-Pomerânia e no condado de Sępólno. Estende-se por uma área de 6,55 km², com 9 243 habitantes, segundo os censos de 2017, com uma densidade de 1411,1 hab/km².